# 帕特里克·赖默尔
帕特里克·赖默尔（德語：Patrick Reimer，1982年12月10日—），德国男子冰球运动员，场上位置是前锋。他曾代表德国参加2018年冬季奥林匹克运动会冰球比赛，获得一枚银牌。